# Ablemma andriana
Espèce
Ablemma andriana est une espèce d'araignées aranéomorphes de la famille des Tetrablemmidae.

## Distribution
Cette espèce est endémique de Sumatra en Indonésie. Elle se rencontre vers Harapan.

## Description

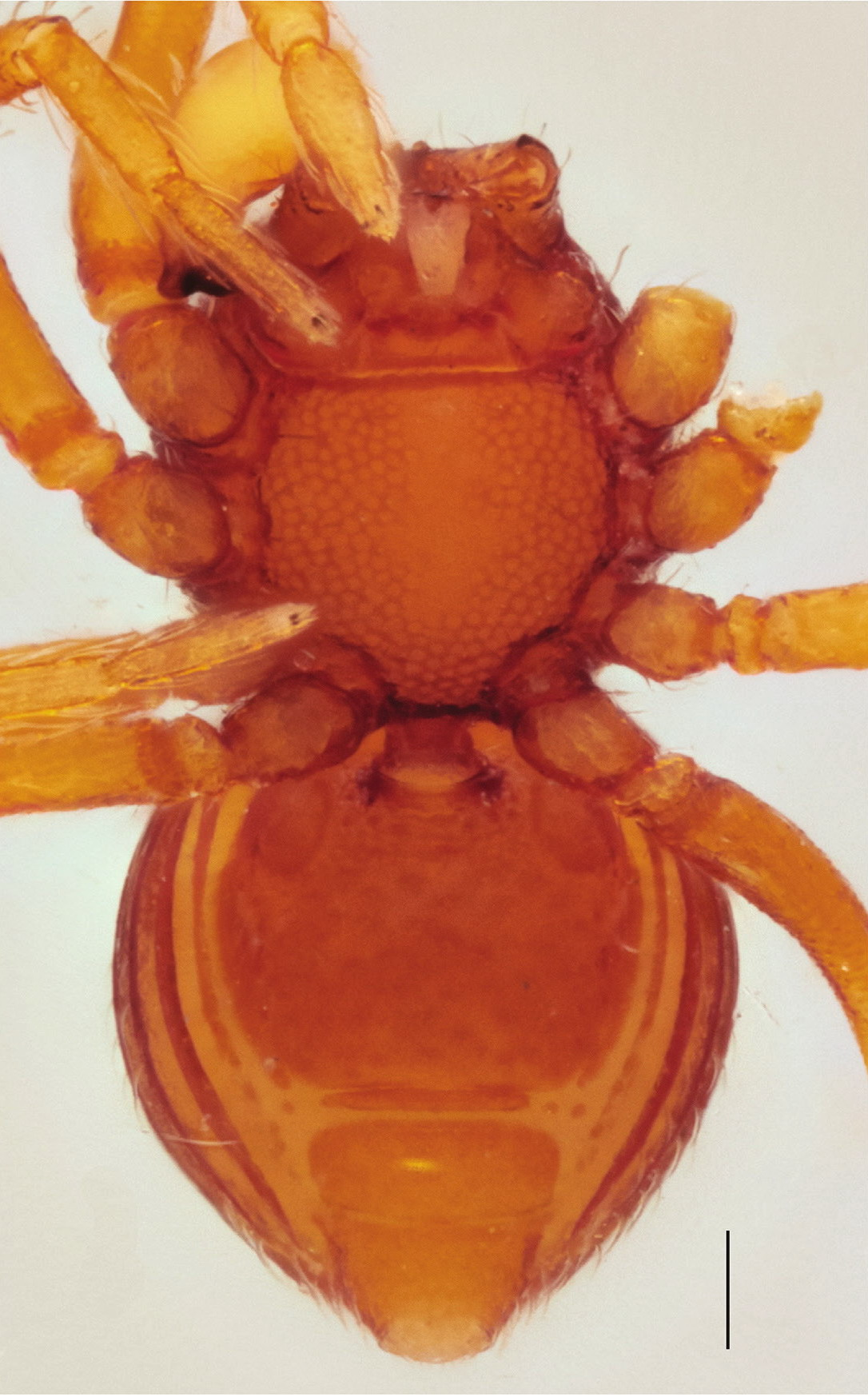
Ablemma andriana ♂

Le mâle holotype mesure 1,03 mm.

## Publication originale
- Fardiansah, Dupérré, Widyastuti, Potapov, Scheu & Harms, 2019 : Description of four newspecies of armoured spiders (Araneae, Tetrablemmidae) from Sumatra, Indonesia. ZooKeys, no 820, p. 95-118 (texte intégral).